# اوسترمالم، لولئو

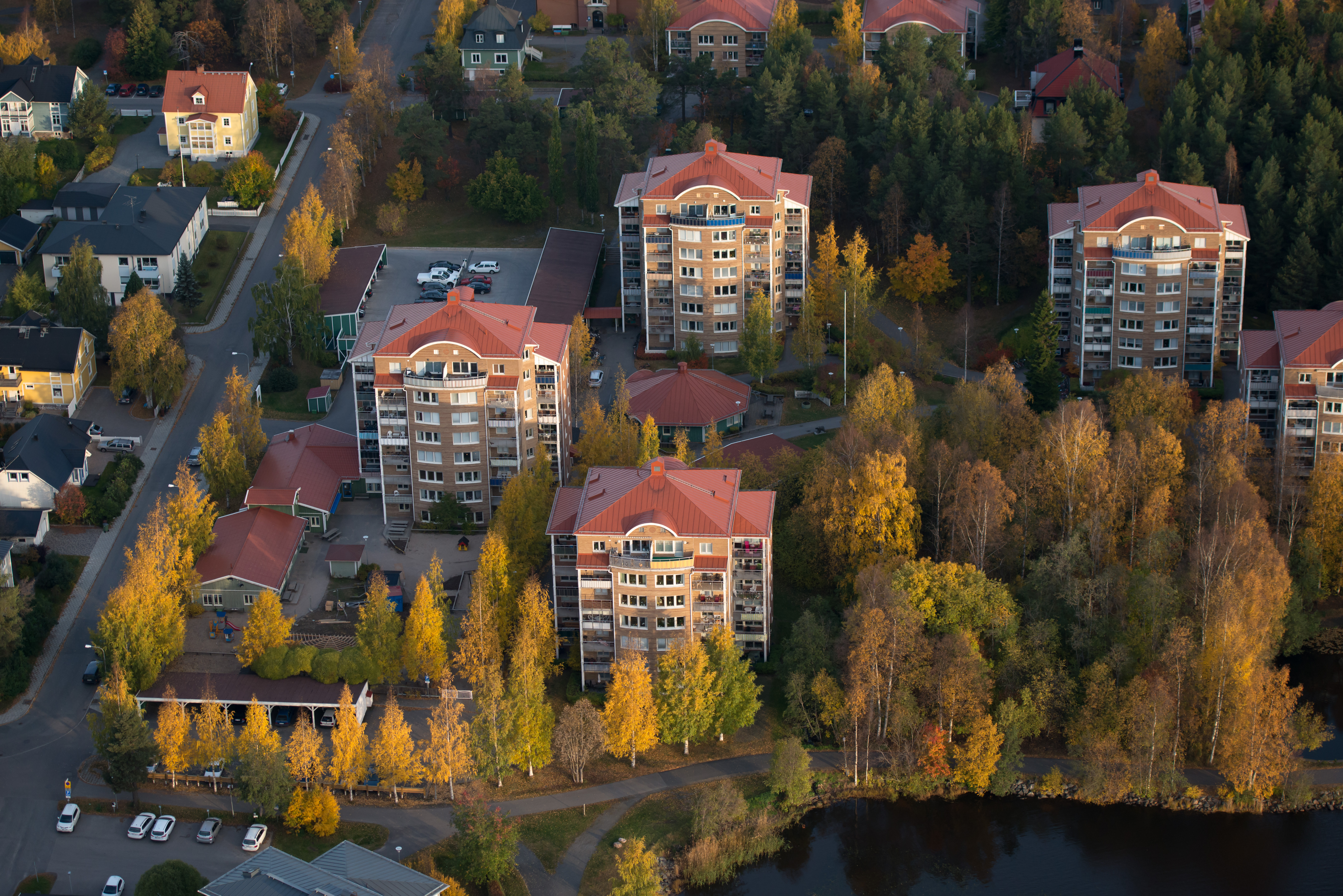
نمایی از منطقه مسکونی اوسترمالم

اوسترمالم (به سوئدی: Östermalm) یک منطقهٔ مسکونی در سوئد است که در نوربوتن واقع شده‌است. اوسترمالم ۱٬۲۲۶ نفر جمعیت دارد.